# Fulham Broadway (métro de Londres)
Fulham Broadway est une station du métro de Londres. Elle est sur la District line en zone 2.

## Historique de la station
La station était ouverte en 1880 et s'était appelée Walham Green, après le quartier éponyme où elle est située. Le nom était changé a Fulham Broadway en 1952 pour encourager le commerce. En 2003, l'entrée de la station devint le centre d'un grand développement.

## Lieu remarquable à proximité
- Stade de Stamford Bridge